# جوناثان لاباجليا
جوناثان لاباجليا (بالإنجليزية: Jonathan LaPaglia)‏ هو عارض ومخرج وممثل أسترالي، ولد في 31 أغسطس 1969 بأديلايد في أستراليا.

## أعمال

### مسلسلات
- الاخوة والاخوات
- المقاطعة
- كاسل
- كولد كيس

## وصلات خارجية
- جوناثان لاباجليا على موقع IMDb (الإنجليزية)
- جوناثان لاباجليا على موقع ألو سيني (الفرنسية)
- جوناثان لاباجليا على موقع أول موفي (الإنجليزية)
- جوناثان لاباجليا على موقع إن إن دي بي (الإنجليزية)
- جوناثان لاباجليا على موقع قاعدة بيانات الفيلم (الإنجليزية)
- جوناثان لاباجليا على موقع كينوبويسك (الروسية)